# A Nice Pair
Compilations de Pink Floyd
Relics
(1973) A Collection of Great Dance Songs
(1981)
A Nice Pair est une compilation du groupe rock britannique Pink Floyd sortie en 1973. Elle reprend le contenu des deux premiers albums du groupe, The Piper at the Gates of Dawn et A Saucerful of Secrets. 
La pochette de la première édition a connu plusieurs censures. D'abord, au recto les seins nus et le nom du dentiste Dr Phang, puis une version où la photo du cabinet dentaire était remplacée par celle d'un moine. Le verso montrant des seins nus et un champ de marijuana n'a jamais été censuré.

## Titres

### The Piper at the Gates of Dawn
Toutes les chansons sont de Syd Barrett, sauf indication contraire.
Les versions utilisées diffèrent entre les éditions américaines et anglaises.
Par exemple : 
- Flaming est un mixage différent issu du single US (mono) aux États-Unis, et la version de l'album en Angleterre.
- Astronomy Domine est la version live d'Ummagumma (8 minutes) sur la version américaine, et la version de l'album (4 minutes) en Angleterre.

#### Face 1
1. Astronomy Domine – 4:12
2. Lucifer Sam – 3:07
3. Matilda Mother – 3:08
4. Flaming – 2:46
5. Pow R. Toc H. (Syd Barrett, Nick Mason, Roger Waters, Richard Wright) – 4:26
6. Take Up Thy Stethoscope and Walk (Roger Waters) – 3:05

#### Face 2
1. Interstellar Overdrive (Syd Barrett, Nick Mason, Roger Waters, Richard Wright) – 9:41
2. The Gnome - 2:13
3. Chapter 24 – 3:42
4. The Scarecrow – 2:11
5. Bike – 3:21

### A Saucerful of Secrets

#### Face 3
1. Let There Be More Light (Waters) – 5:38
2. Remember a Day (Wright) – 4:33
3. Set the Controls for the Heart of the Sun (Waters) – 5:28
4. Corporal Clegg (Waters) – 4:13

#### Face 4
1. A Saucerful of Secrets (Gilmour, Mason, Waters, Wright) – 11:57
2. See-Saw (Wright) – 4:36
3. Jugband Blues (Barrett) – 3:00